# Protizednářská strana
Protizednářská strana (anglicky Anti-Masonic Party), někdy též Protizednářské hnutí, byla americká politická strana tvořená odpůrci svobodného zednářství. Vznikla v roce 1828 v New Yorku a jde o první organizovanou třetí politickou stranu v USA. Strana zanikla v roce 1838 a většina jejích politiků přešla do Whig Party. Jako první americká politická strana zorganizovala Protizednářská strana celonárodní nominační sjezd a přijala stranickou platformu.
V roce 1832 strana nominovala Williama Wirta do prezidentských voleb, v nichž se umístil na třetím místě (získal 33 108 hlasů, tj. 7,78%, a 7 volitelských hlasů z Vermontu, oproti tomu vítěz voleb Andrew Jackson získal 687 502 hlasů a 219 mandátů). Roku 1834 pak někdejší prezident John Quincy Adams za stranu neúspěšně kandidoval v guvernérských volbách ve státě Massachusetts.
Nejvyšší volené funkce, do kterých byli straničtí kandidáti zvoleni, byli guvernéři. Joseph Ritner byl v letech 1835 až 1838 guvernérem Pensylvánie a William A. Palmer v letech 1831 až 1836 guvernérem Vermontu.